# Orden de la República Oriental del Uruguay
La Orden de la República Oriental del Uruguay era una condecoración de Uruguay creada por el gobierno de facto de la dictadura cívico militar de 1973-1985 para otorgar a personalidades extranjeras por actos meritorios extraordinarios prestados al país o con motivo de reciprocidad. Fue eliminada tras la derogación de la norma que la creó por la Ley N° 15738.

## Regulación
La Orden de la República Oriental del Uruguay fue creada por el gobierno de facto ya en los últimos tiempos de la dictadura militar de 1973-1985, mediante el posteriormente denominado Decreto Ley N° 15529 del 2 de marzo de 1984 del Consejo de Estado, y reglamentado por el Decreto N° 117/984 del 21 de marzo de 1984.
Tras la restauración democrática, se promulga la Ley N° 15738 del 13 de marzo de 1985 que valida con fuerza de ley —debido a que formalmente estos actos fueron dictados por un órgano no habilitado constitucionalmente para dictar leyes— los actos legislativos dictados por el Consejo de Estado desde el 19 de diciembre de 1973 hasta el 14 de febrero de 1985 —para no lesionar los intereses legítimos generados al amparo de su aplicación— y pasándolos a llamar "Decretos-Leyes" (artículo 1°), aunque en su artículo 4° a continuación deroga varios de esos Decretos-Leyes, entre ellos el que regulaba a esta Orden.

## Administración
El Presidente de la Orden era el Presidente de la República.
La Orden era administrada por un Consejo Honorario de hasta siete miembros, integrada por el presidente de la Orden quien la presidía, el ministro de Relaciones Exteriores como su Canciller, un ciudadano designado por el Poder Ejecutivo, otro por el Poder Legislativo y otro por la Suprema Corte de Justicia, un exembajador de la República y un miembro de las Fuerzas Armadas cuando el beneficiario se trataba de un militar. La sede de este Consejo se ubicaría en la Presidencia de la República, y su Secretaría en la Cancillería (Ministerio de Relaciones Exteriores), en la cual su Director de Protocolo actuaría.
La iniciativa para otorgar esta condecoración la tenía el Presidente de la Orden o el Consejo Honorario. Sea de quien fuere las propuestas, este Consejo las estudiaría junto con los títulos y méritos de la persona, y si por mayoría de sus componentes haya acuerdo a favor, se recomendaría al Presidente de la Orden el otorgamiento, junto con la categoría sugerida.

## Otorgamiento
La condecoración se otorgaba a personas extranjeras en reconocimiento por actos meritorios o excepcionales prestados al país, o con base en reciprocidad tras las autoridades uruguayas recibir una condecoración similar de su parte.
Era concedida por el presidente de la República actuando en acuerdo con el ministro de Relaciones Exteriores tras el dictamen del Consejo Honorario de la Orden.
Junto a la concesión de la Orden se entregaba un diploma y la copia de la resolución de otorgamiento.
La Orden se podía revocar en caso de que el condecorado hubiese sido condenado por un delito o haber ejecutado actos lesivos a los intereses del país, en cualquiera de los casos, a juicio del Consejo Honorario.

## Grados
La Orden constaba de los siguientes grados o categorías:
- Collar. Para jefes de Estado y jefes de Gobierno.[2]
- Gran Cruz. En el caso de civiles, para vicepresidentes de Estado, presidentes de poderes, mnistros, embajadores y otros funcionarios de jerarquía equivalente. En el caso de militares, para tenientes generales, brigadieres generales, vicealmirantes y grados de jerarquía equivalente o superior, oficiales generales de las Fuerzas Armadas y grados similares.[2]
- Banda (solo para mujeres). Según la reglamentación, "cuando se trate de señoras cuyas relevantes virtudes o acciones las hagan acreedoras" a la Orden.[2]
- Comendador. Tratándose de civiles, para miembros de asambleas legislativas, enviados extraordinarios, ministros de servicio exterior u otros equivalentes, encargados de negocios, cónsules generales, presidencia de asociaciones artísticas, culturales o científicas, u otros funcionarios o personas de entidad similar. Tratándose de militares, para oficiales superiores de las Fuerzas Armadas.[2]
- Oficial. Tratándose de civiles, para consejeros de embajada, catedráticos universitarios, científicos o artistas, y funcionarios o personas de entidad similar. Tratándose de militares, para jefes de las Fuerzas Armadas.[2]
- Caballero. En el caso de civiles, para agregados, cancilleres, vicecónsules, secretarios de embajada de primer a tercer grado, y otros de entidad similar. De tratarse de militares, para oficiales y suboficiales de las Fuerzas Armadas.[2]

Si la excepcionalidad del mérito o acción lo justificaba, podía otorgarse el grado inmediato superior al que originalmente correspondería al condecorado.